# 梅肯號飛船
梅肯號航空母艦（USS Macon ZRS-5）是美國海軍建造和營運的硬式飛船，被設計用於偵察，充當空中航空母艦使用，能夠運載最多五架單座F9C戰鬥機寄生機，或用於偵察的兩座艦隊或訓練的N2Y-1。梅肯號只服役不到兩年，1935年2月因在風暴中受損，於加州大瑟尔海岸墜毀，大多數船員在此事故中獲救。該殘骸現以「梅肯號飛船遺骸」列入美国国家历史名胜中。
梅肯號和她的姊妹艦阿克倫號飛船或興登堡號飛船相比稍短不到20英尺（6.1米），無論是長度還是體積，都是當時世界上最大的飛行物體之一。儘管由齊柏林飛船建造的充氫飛艇比興登堡號和齊柏林伯爵號飛船都更長，但這兩艘美國製造的海軍飛艇仍然保持著最大充氦剛性飛艇的世界紀錄。

## 建設

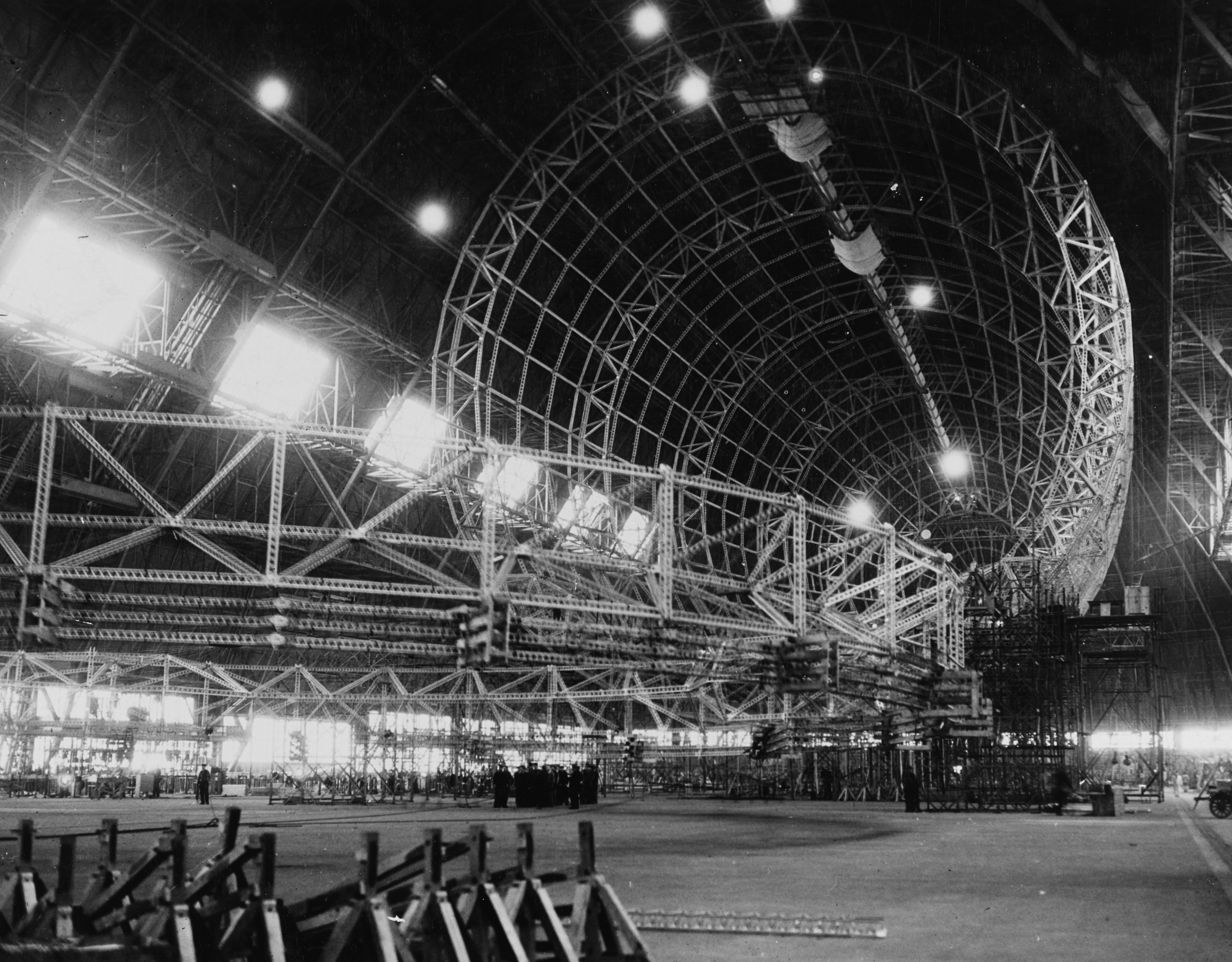
正在固特異機場進行建設工程的梅肯號。

梅肯號航空母艦最初於固特異齊柏林公司在俄亥俄州斯普林菲爾德鎮的固特異機場建造，根據一份固定價格合約耗資 245 萬美元（相當於2023年的5,500萬美元）。這艘飛艇是迄今為止美國建造的最大的飛艇，由首席設計師卡爾·阿恩斯坦領導的德國飛艇工程師團隊提供技術指導和支持，同樣負責指導美國海軍飛艇阿克倫號的建造。
梅肯號採用了結構杜拉鋁船體，內部設有三個龙骨。飛船由12個充滿氦氣的氣室組成，這些氣室由明膠乳胶織物製成，以保持飛船在高空中的浮力。在船體內部，該艦裝有八台德國製造的邁巴赫VLII，12個气缸、560 馬力（418 千瓦）汽油引擎，用於驅動外部螺旋槳。這些螺旋槳可以向下或向後旋轉，提供早期形式的推力矢量，以控制飛船在起飛和著陸期間的運動。船體上每個引擎的上方設有一排槽，用於系統中冷凝引擎廢氣中的水蒸氣，作為浮力補償壓載物，以彌補燃料消耗時的重量損失。

## 服務歷史

### 命名和調試

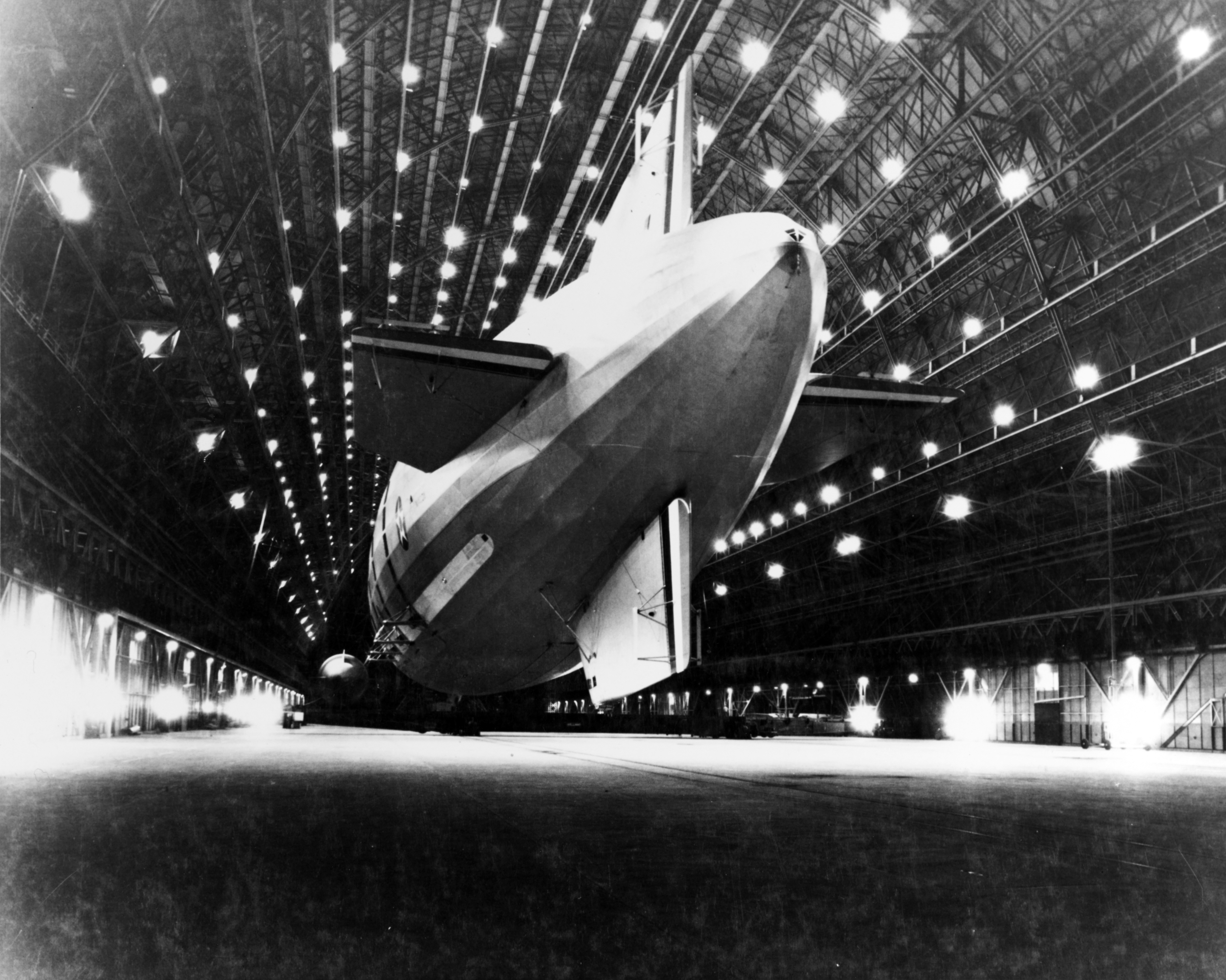
1933年，停泊在莫菲特聯邦機場一號機庫的梅肯號飛船

1933年3月11日，梅肯號由美國海軍航空局局長、海軍少將威廉·阿杰·莫菲特的妻子珍妮特·惠頓·莫菲特 (Jeanette Whitton Moffett)主持命名。這艘飛艇以喬治亞州梅肯市命名，該市是時任美国众议院军事委员会主席卡尔·文森國會選區最大的城市。
梅肯號於4月21日首次飛行，在俄亥俄州北部上空飛行了近13小時，機上共有105人， 當時距離阿克倫號事故僅約兩週後，當時莫菲特海軍上將和其他72人在這場戰役中喪生。梅肯號後在1933年 6月23日正式服役於美國海軍，由指揮官阿爾傑·H·德雷塞爾 (Alger H. Dresel)擔任艦船指揮官。

### 1933年
1933年6月24日，梅肯號離開固特異基地前往新澤西州的萊克赫斯特 (新澤西州)海軍航空站，在那裡度過了夏季並進行了一系列訓練飛行。
梅肯號的職業生涯比阿克倫號長得多，阿克倫號於1933年4月4日墜毀。與阿克倫號不同，梅肯號在技術和任務執行上更為成功，同時在演習期間保持低調以避免被敵方發現。此後，梅肯號參與了多次艦隊演習，然而演習的組織者和指揮者對飛艇的能力和弱點了解有限，他們將雀鷹飛機的起落架拆除，並用油箱代替，這一做法已經成為標準作法，從而增加了飛機的航程達30%。
1933年7月6日，梅肯號在從新澤西州萊克赫斯特起飛的試飛期間首次操作飛機。這些飛機存放在船體內部的艙內，並使用吊架進行發射和回收。
1933年10月12日，梅肯號離開東海岸，啟程橫越大陸，飛往位於加利福尼亞州聖克拉拉縣舊金山附近的桑尼維爾海軍航空站（今莫菲特聯邦機場），成為其新的永久基地。

梅肯號飛船的設計細節
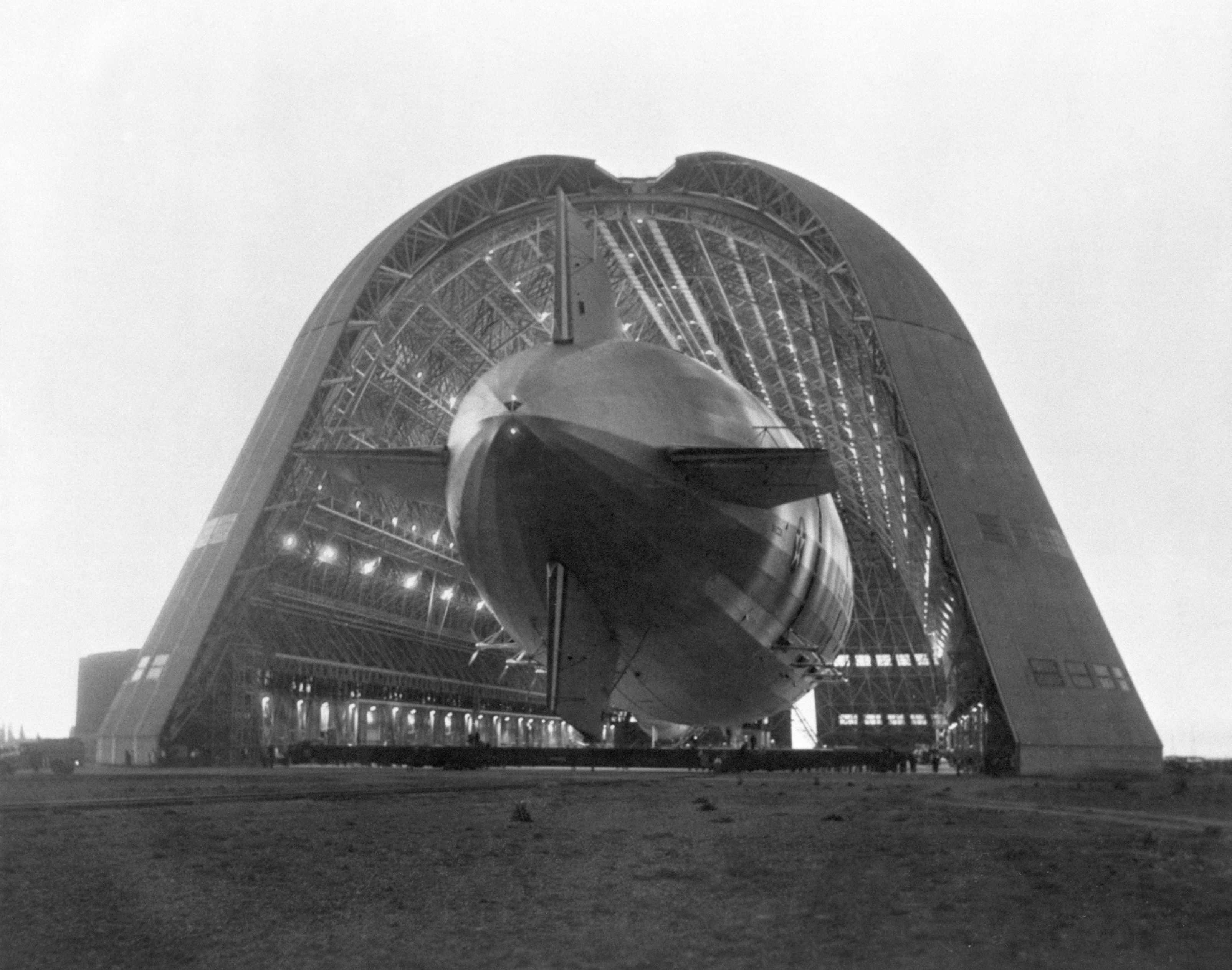
在機庫的梅肯號飛船
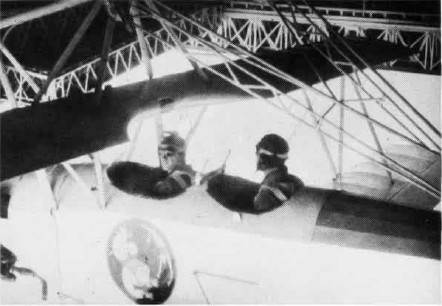
機庫內部
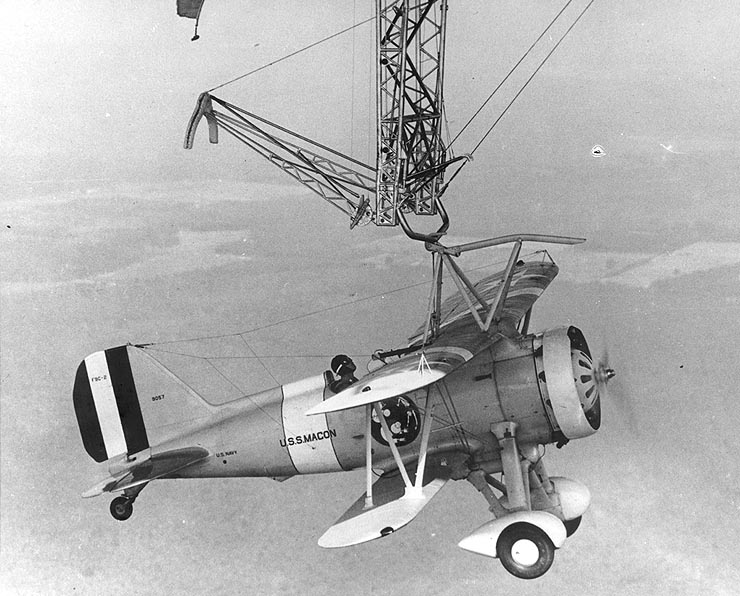
雀鷹偵察機與戰鬥機的外部索具
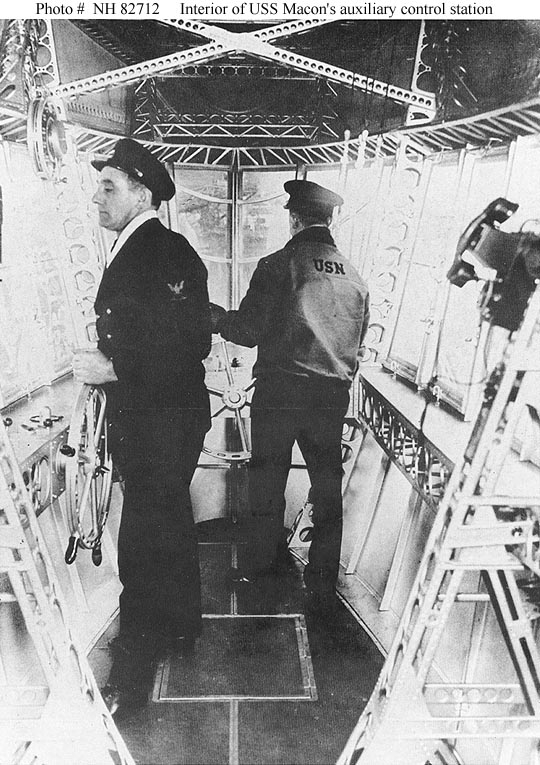
輔助控制節點內部
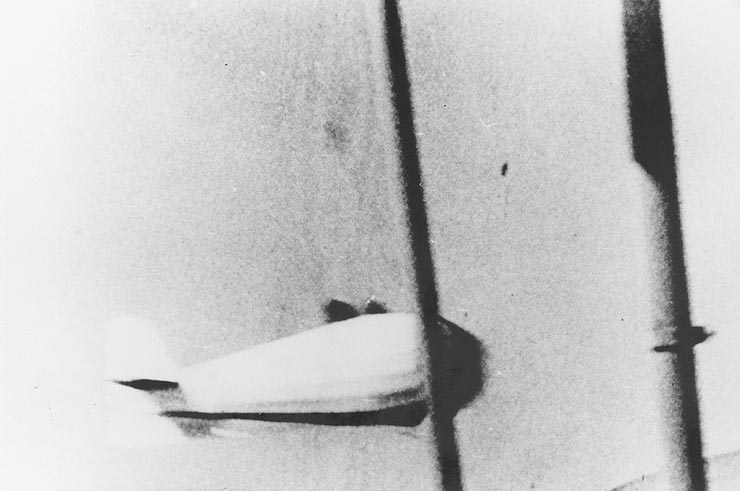
空中偵察「間諜車」觀察者的籃子，可以用繫繩降低到雲層以下。

### 1934年
1934年，兩架裝備了空掛鉤的韋科FUBF XJW-1雙翼飛機被運送到梅肯號飛船上。
1934年6月，中尉指揮官赫伯特·V·懷利（Herbert V. Wiley）接管了飛船，併計劃進行一次高調展示，向外界展示梅肯號在海上成功定位敵船的能力。7月，富兰克林·德拉诺·罗斯福總統乘坐休斯頓號重巡洋艦前往夏威夷，隨行的還有新奧爾良號。 儘管船隻的具體位置是最高機密（並且休斯頓號在通過巴拿馬運河後還繞道去了克利珀頓島），但梅肯號於7月19日成功找到了這些船隻。並使用其雀鷹雙翼飛機向總統所在的船隻投送了報紙和雜誌。
儘管這次行動取得了成功，艦隊指揮官約瑟夫·M·里夫斯上將和其他海軍官員對未經授權的展示感到不滿。然而，海軍航空局局長歐內斯特·J·金少將和總統對此印象深刻。 休斯頓號在收到信件後發給麥肯號的通信內容是：「來自休斯頓：1519 總統讚揚你和你的飛機在表現和航行方面都很出色，1210 和1519做得好，謝謝你們帶來的報紙，總統1245」
懷利是當年阿克倫號墜機事故的僅有的三名倖存者之一。他後來被提升為指揮官，並在第二次世界大戰的最後兩年擔任西維珍尼亞號戰艦的艦長。他於1947年以少將身份從海軍退役。

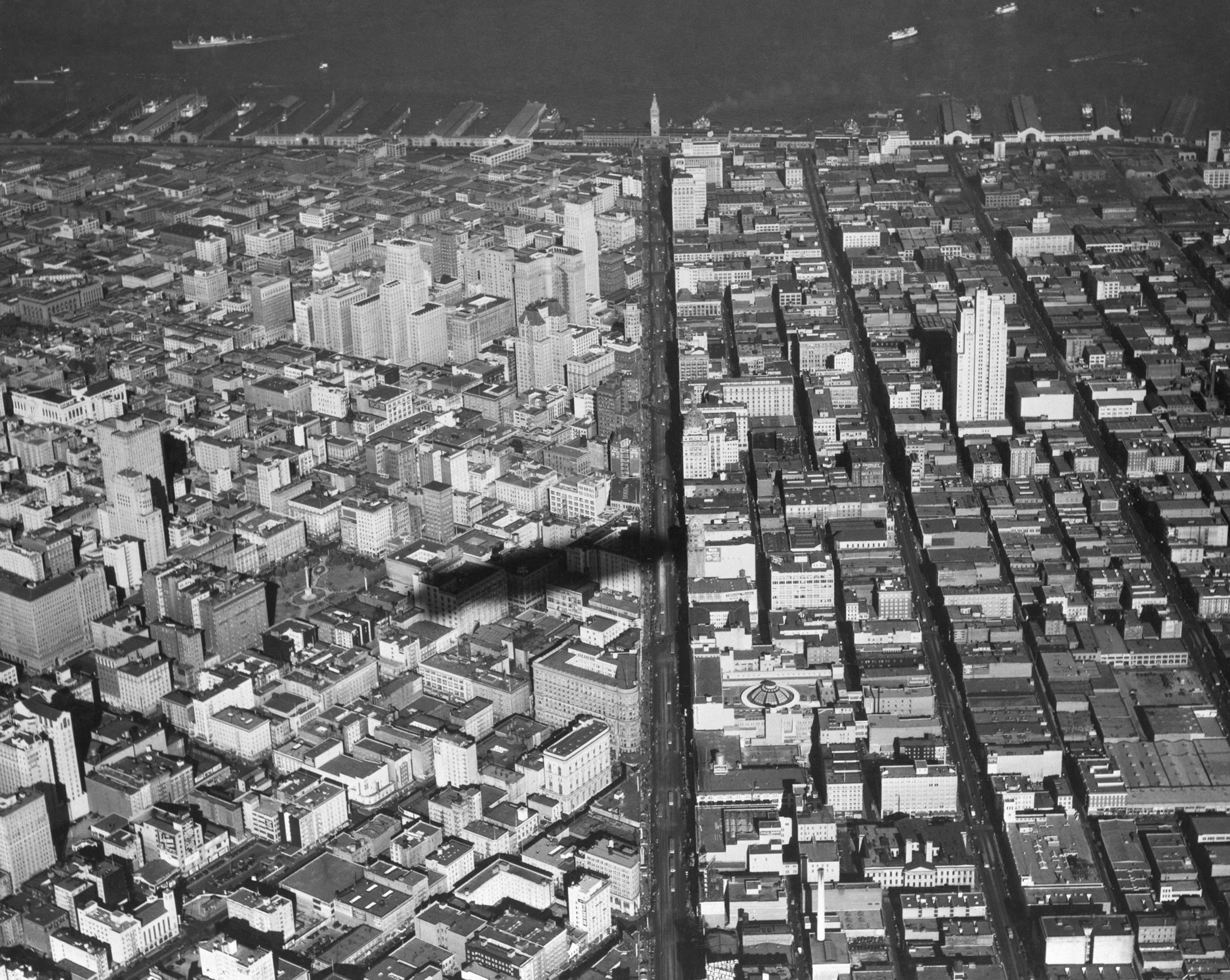
梅肯號在舊金山上的影子，攝於1933年
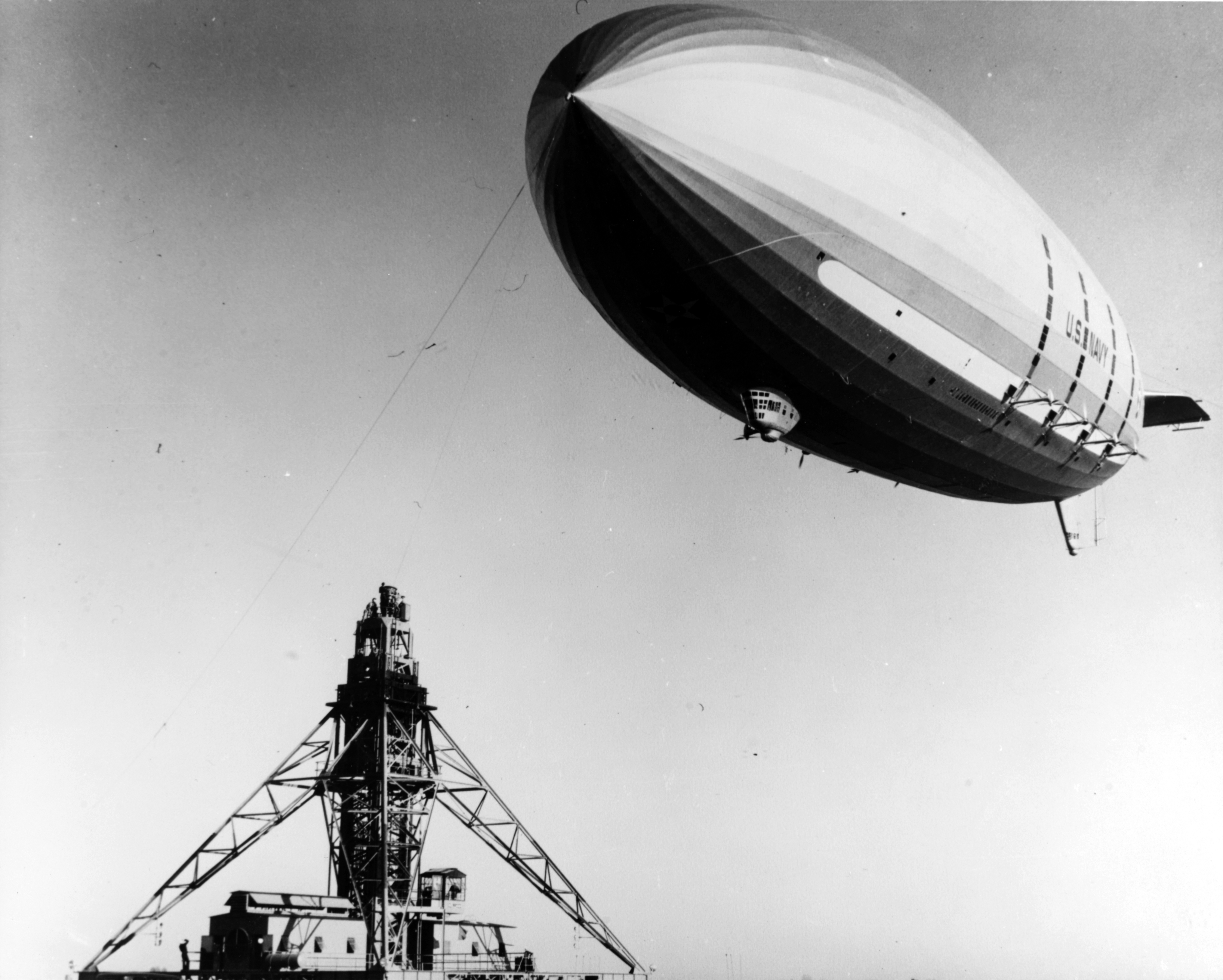
1933年10月15日，梅肯號抵達莫菲特機場
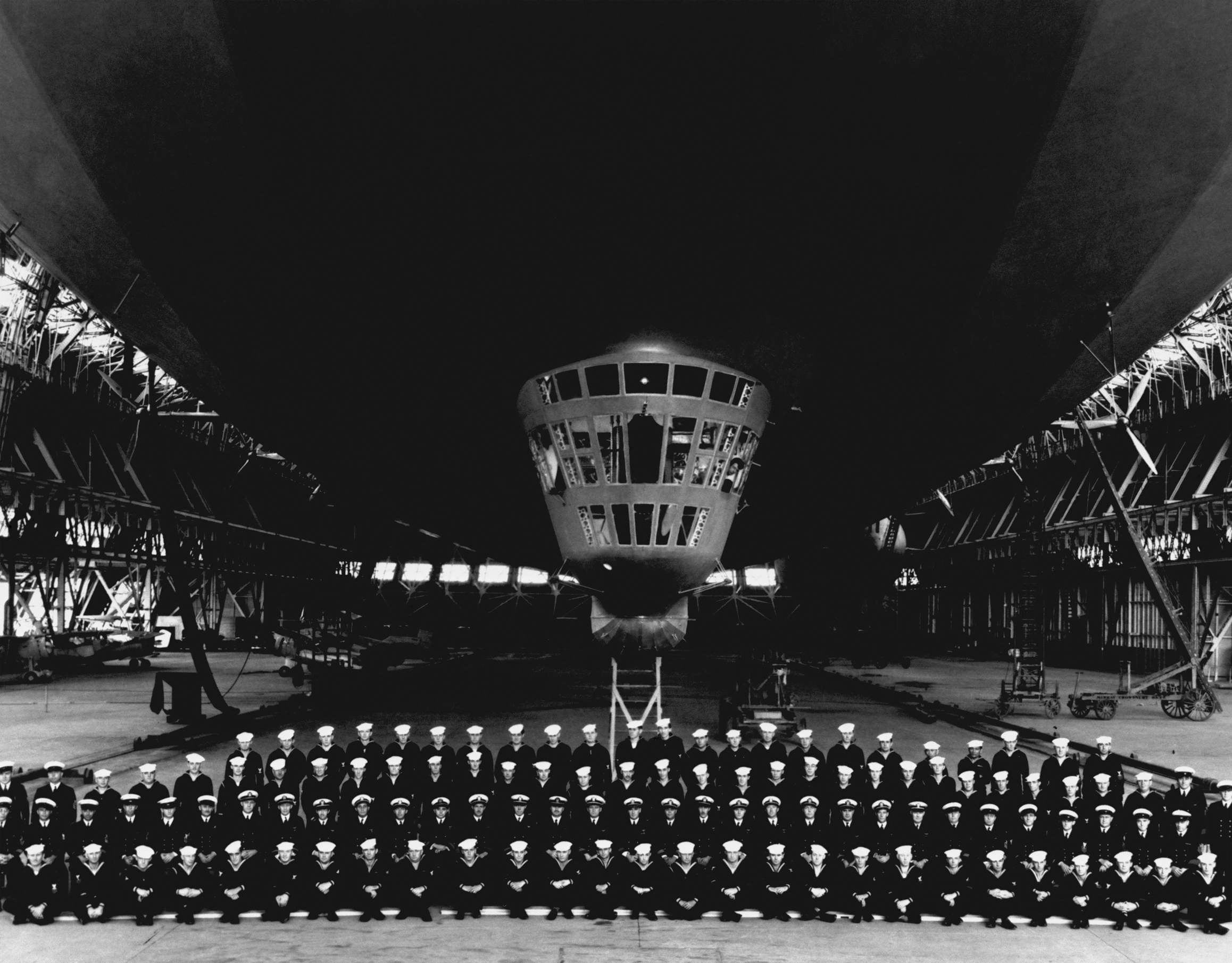
梅肯號海軍船員的合影，攝於1934年1月1日
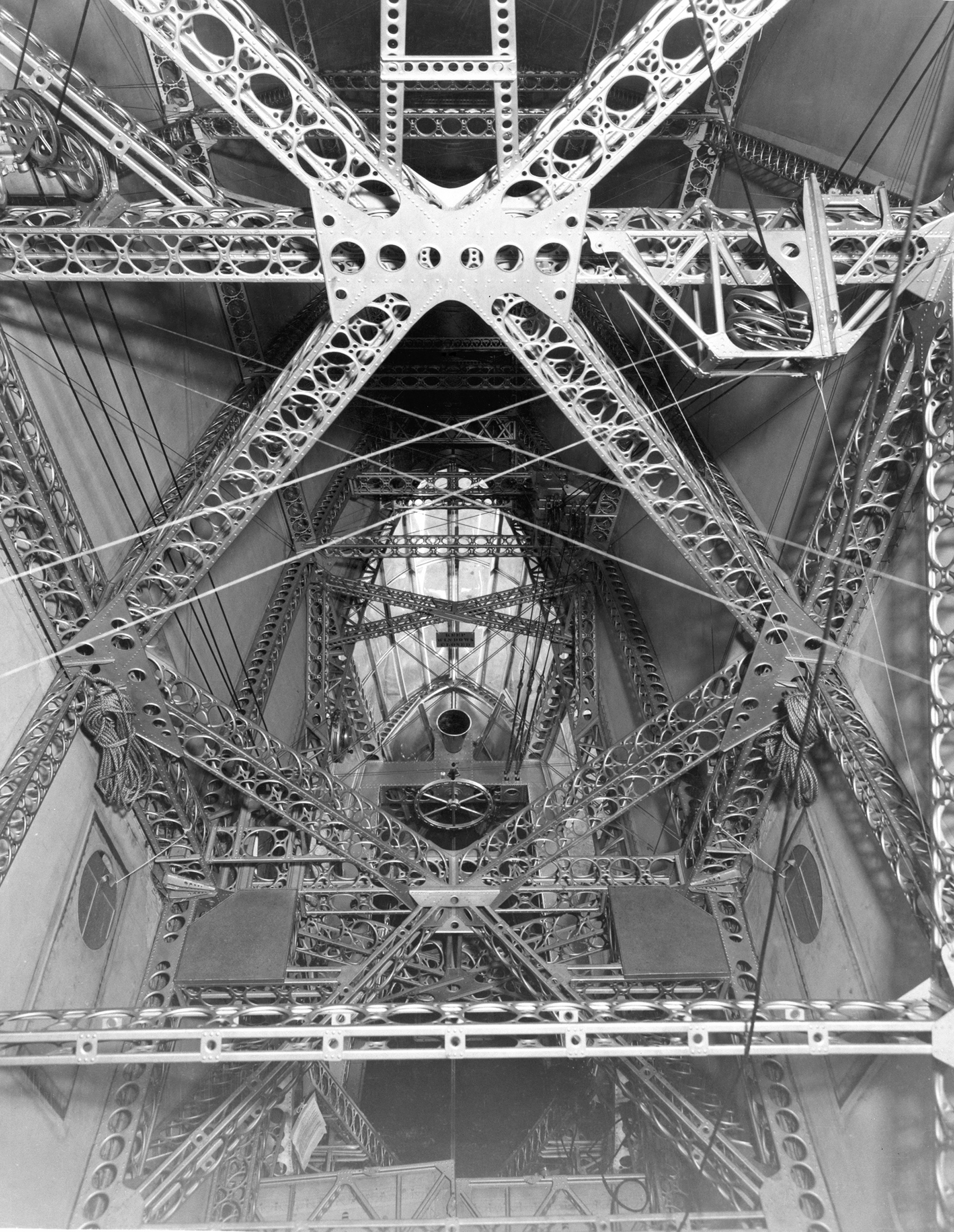
海軍視野俯視梅肯號下鰭內部
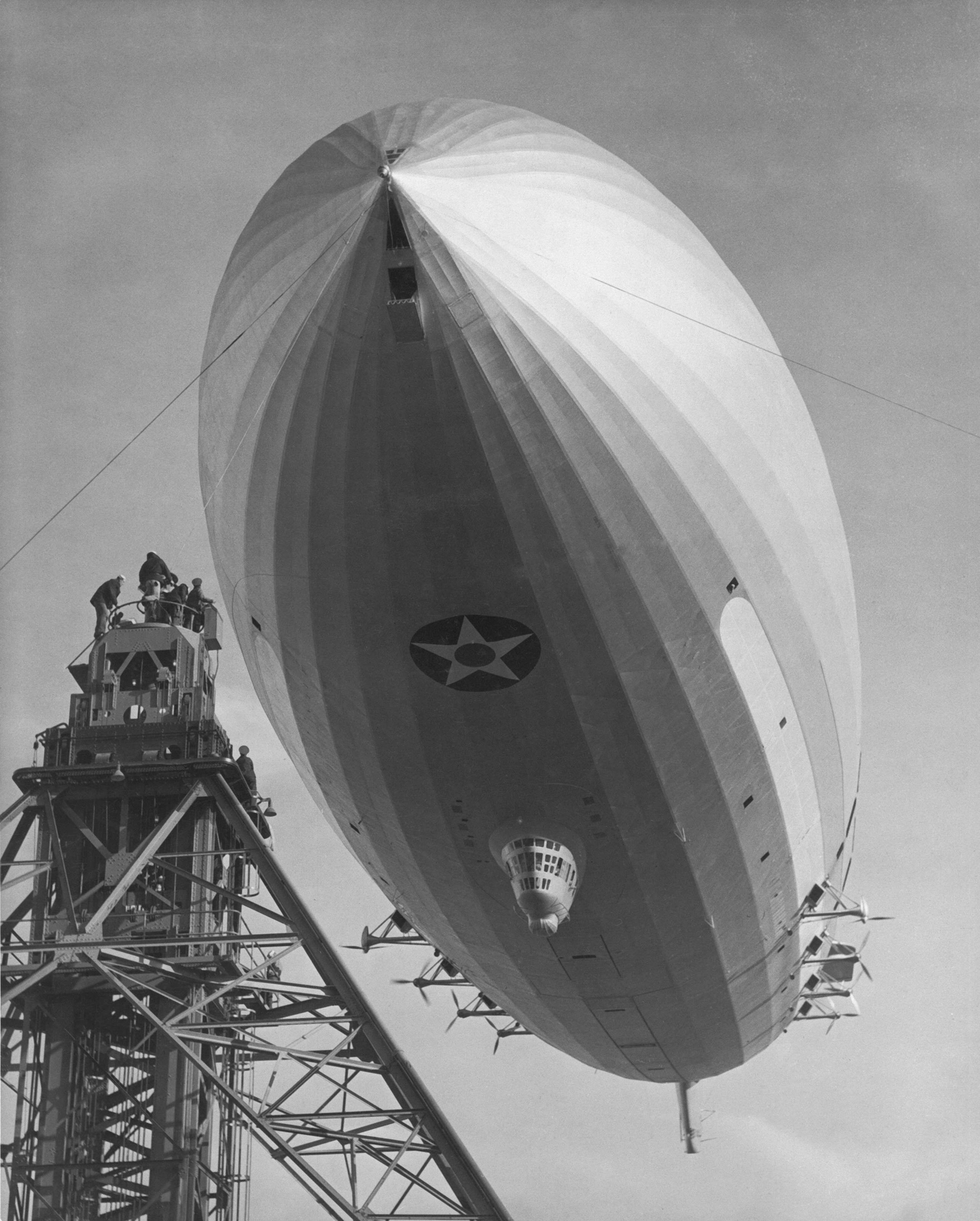
梅肯號停泊在桑尼維爾海軍航空站，攝於1934年4月12日

## 沈沒事故

### 前因

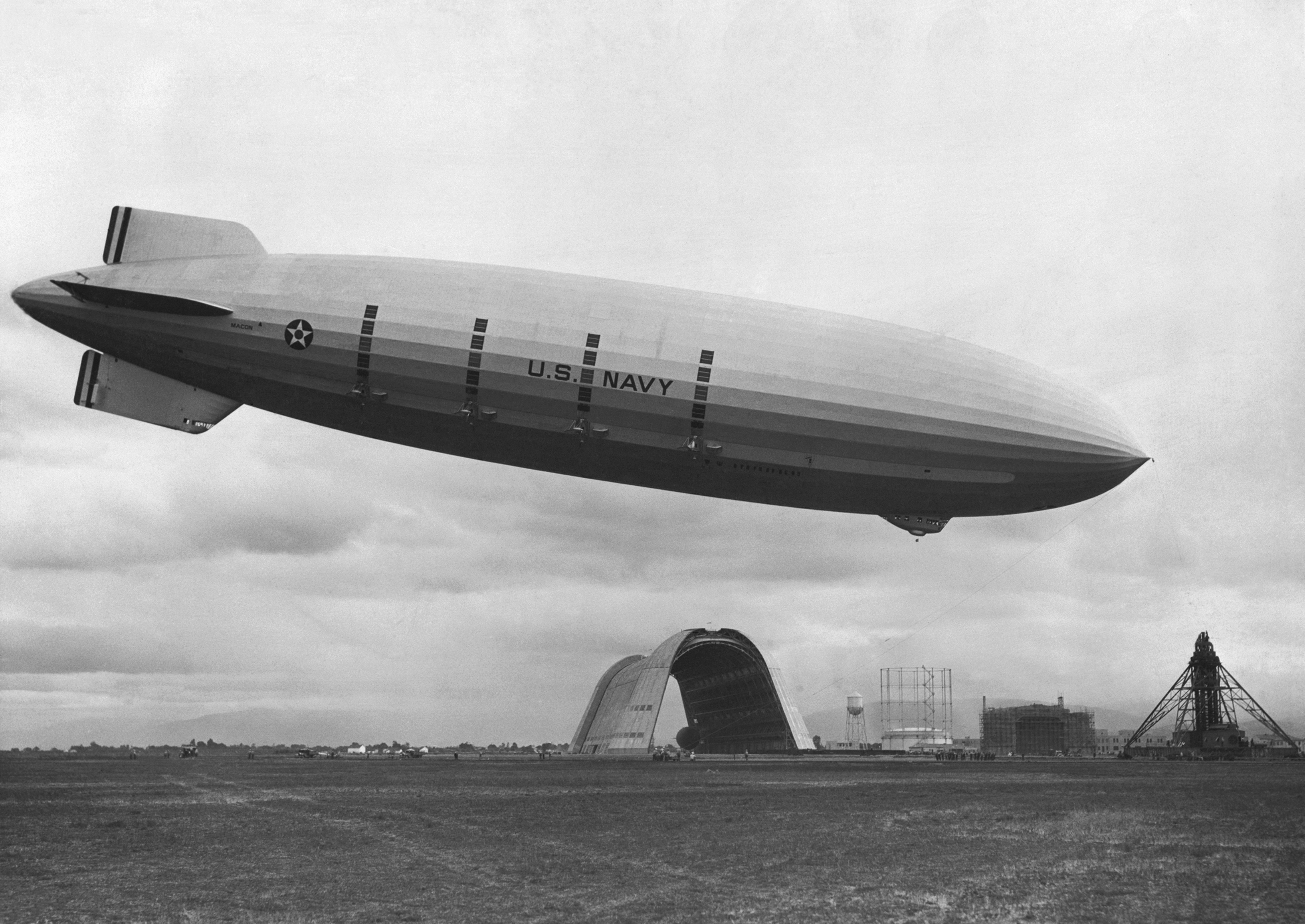
在莫菲特機場的梅肯號。

1934年4月20日，梅肯號從森尼維爾啟程飛往佛罗里达州奧帕洛卡。這次飛行與1932年的阿克倫號類似，梅肯號在跨越山區時必須保持在或超過壓力高度，尤其是在海拔4,629英尺（1,411公尺）的亞利桑那州德拉貢山口上空飛行。 隨後在德克萨斯州的高溫下，陽光使氦氣溫度上升，導致膨脹的氣體自動排出，梅肯號再次達到壓力高度。當天氣變得更加動盪時，梅肯號必須依靠全速引擎以保持控制。在德州范霍恩附近的一陣強烈風暴之後，17.5號框架中的一根對角線梁在尾翼接合處附近斷裂，隨後第二根對角梁也斷裂。由首席船長羅伯特·J·戴維斯率領的迅速損害控制團隊在半小時內修復了這些梁。
梅肯號順利完成了其餘的旅程，並於4月22日在奧帕洛卡停泊。在接下來的九天裡，進行了對受損的梁進行更永久性的修復。然而，對17.5號框架上方尾翼接合處的加固工作尚未完成。當時人們普遍認為，在完成加固之前暫停梅肯號的飛行是毫無必要的。

### 經過
|  |

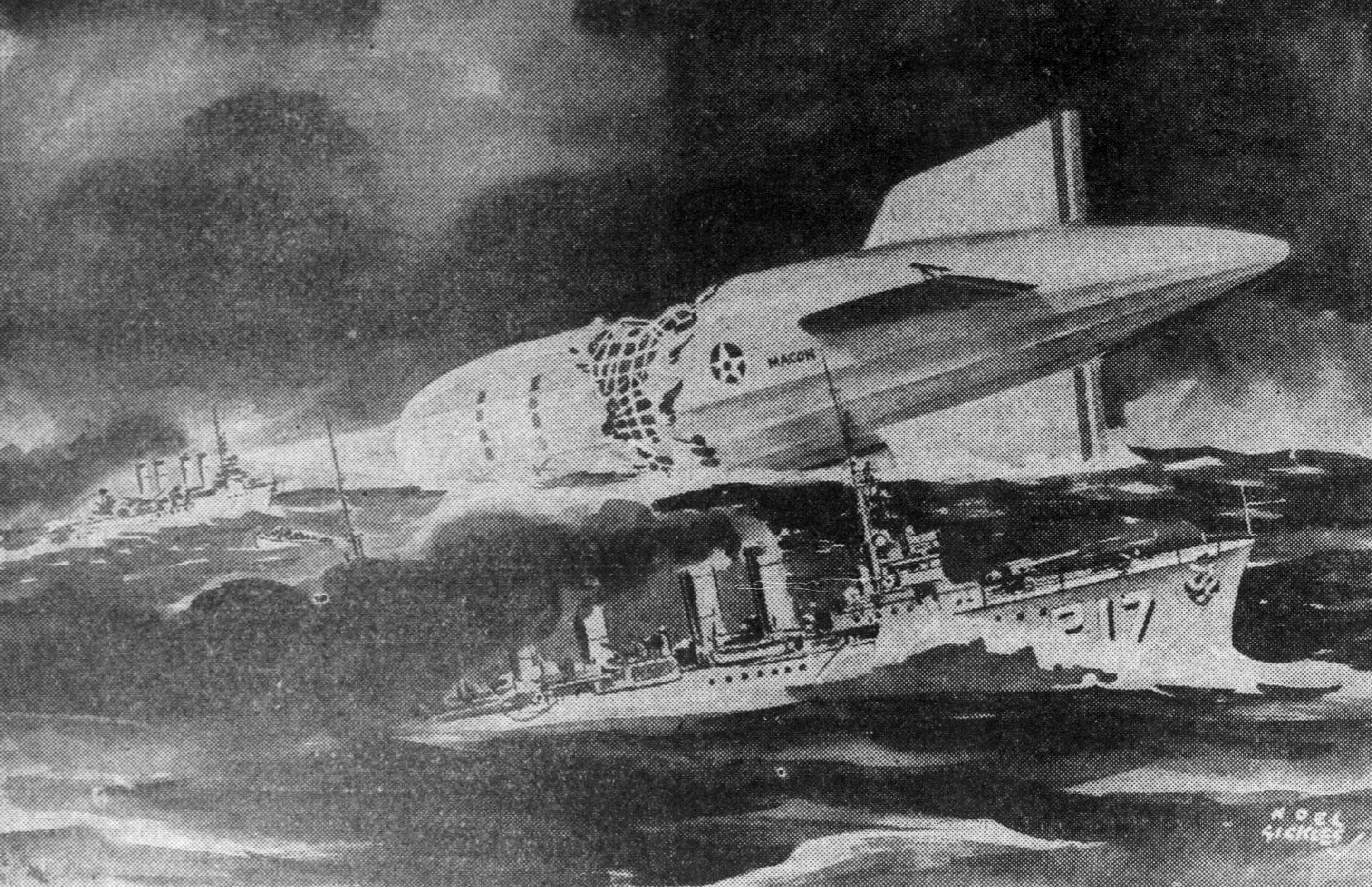
諾埃爾·西克爾斯對飛船墜毀的藝術描繪，由美聯社發行。

1935年2月12日，當梅肯號從艦隊演習返回桑尼維爾時，於加州大瑟尔附近遭遇了一場暴風雨。在暴雨中，飛船遭遇了強烈的風切變，導致了環狀結構（17.5號框架）上尾翼連接部分的結構破壞。尾翼側向斷裂並被吹走，部分碎片刺穿了後部的氣囊導致氣體洩漏。指揮官迅速採取行動，在資訊不完整的情況下，命令立即大量排放壓載物。由於失去了控制，梅肯號尾部變得沉重，即使發動機全速運轉，但飛船仍升高超過了2,800英尺（850米）的壓力高度，並一直上升直到排出了足夠的氦氣以抵消升力，達到4,850英尺（1,480米）的高度。
指揮官懷利發出了最後一封求救信號稱：「一旦我們在蘇爾角以西約20英里（大約在海上10英里處）的某個地方降落在水面上，我們就會拋棄船。」梅肯號花了20分鐘才降落，平穩地落入海中，最後在蒙特雷湾沉沒。
由於溫暖的環境和在阿克倫號悲劇之後引入的救生衣和充氣救生筏，該起事故中只有兩名船員喪生。一級無線電操作員埃內斯特·埃德溫·戴利（Ernest Edwin Dailey）在飛船距離海面仍然太高的情況下跳船，未能在墜落中倖存。一級膳食服務員弗洛倫蒂諾·埃德基巴（Florentino Edquiba）在遊回殘骸試圖取回個人物品時溺斃。指揮官懷利在游到一名軍官旁時被救出，並因在此事件的指揮表現而獲得表彰。64名倖存者被里士滿號巡洋艦接走，康科德號巡洋艦救了11人，辛辛那提號巡洋艦救了6人。
目擊者多爾西·A·普利亞姆在科羅拉多號服役期間，於1935年2月13日寫了一封關於梅肯號墜毀的信：
星期二的天氣非常惡劣，下著雨，我們很難前進。並進行了炮術訓練和更多的艦隊演習。梅肯號於星期二下午1時左右出來與艦隊一起演習，並計劃在今早與我們一起進入舊金山。梅肯號在風暴中出航，卻不知道她再也無法返回陸地。
梅肯號整天下午都在艦隊上空盤旋，到了6點左右，開始收到無線電消息，梅肯號發生了事故必須降落。艦隊的指揮官向與我們同行的所有船只發出了全速前往殘骸的命令。梅肯號一落入水中，船員們立即棄船，除了兩人以外，其他人都得救了。船上共有83名船員。殘骸在落入水後幾分鐘內就沉沒了。我們在它沉沒的地方徘徊，尋找任何可能漂浮的部件。所有船隻的探照燈整夜都在搜索海面。梅肯號的船員們漂浮在橡皮浮艇上幾乎都凍僵了。我不得不閱讀關於阿克倫號災難的相關報導，但這一次我卻親眼目睹了。指揮官克萊剛剛才從這艘船調到梅肯號。這可能與報紙報導相矛盾，但這是真實的。飛船尾部發生了爆炸，他們無法控制。
在另一封日期為1935年2月16日的信中，普利亞姆寫道：
我想你們都讀過關於梅肯號墜毀的消息。這裡的報紙都報導得很全面。我想海軍在大約20分鐘內損失了約300萬美元。人們將不得不通過納稅來償還這筆錢。真可惜梅肯號不得不沉沒。它在陽光下航行時真的很漂亮。那晚船上確實非常興奮。每個人都在努力了解發生了什麼。當飛船撞入水中時，氣體起火，在大部分殘骸沉入水底後，幾乎整夜都在水面上燃燒。梅肯號本應在5月前往夏威夷。他們已經開始為它準備一個機場。
梅肯號在服役50次飛行後，於1935年2月26日從海軍名單中除名。 海軍隨後使用的飛船都是非剛性設計。
藝術家諾埃爾·西克爾斯對梅肯號墜毀的描繪是透過美聯社於1935年年初推出的新電報照片服務發送的第一幅插圖。西克爾斯表示，他只有大約兩個小時的時間來繪製現場，只知道梅肯號在海上墜毀。並正確地猜測海軍會派出巡洋艦來協助飛船搜救工作。

## 殘骸

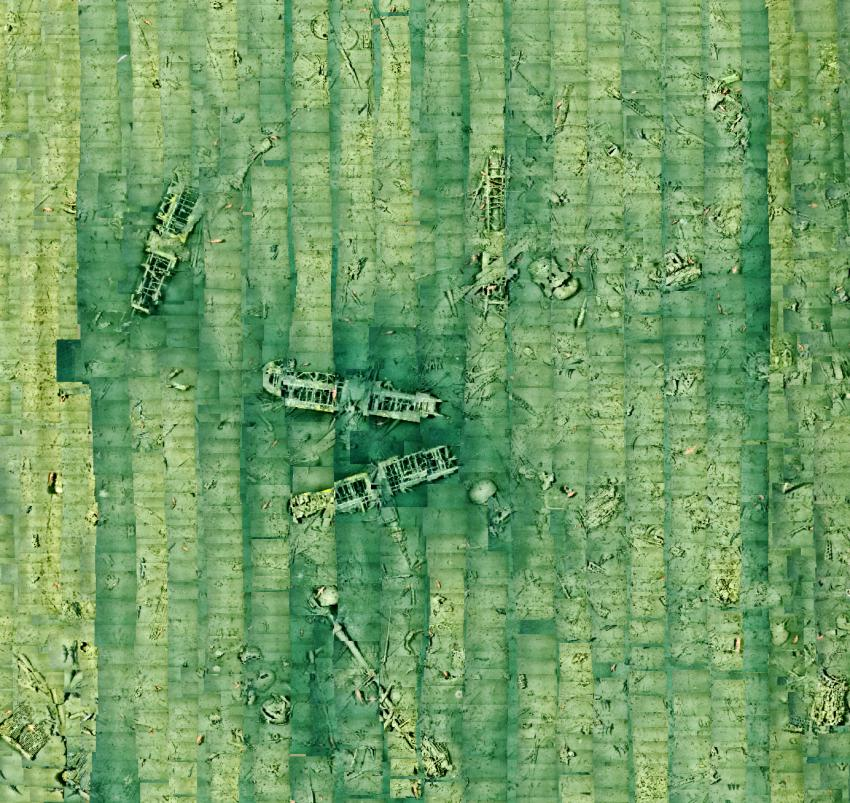
2006年，根據梅肯號探險期間收集的數千張高清影像幀彙編而成的平面圖像。
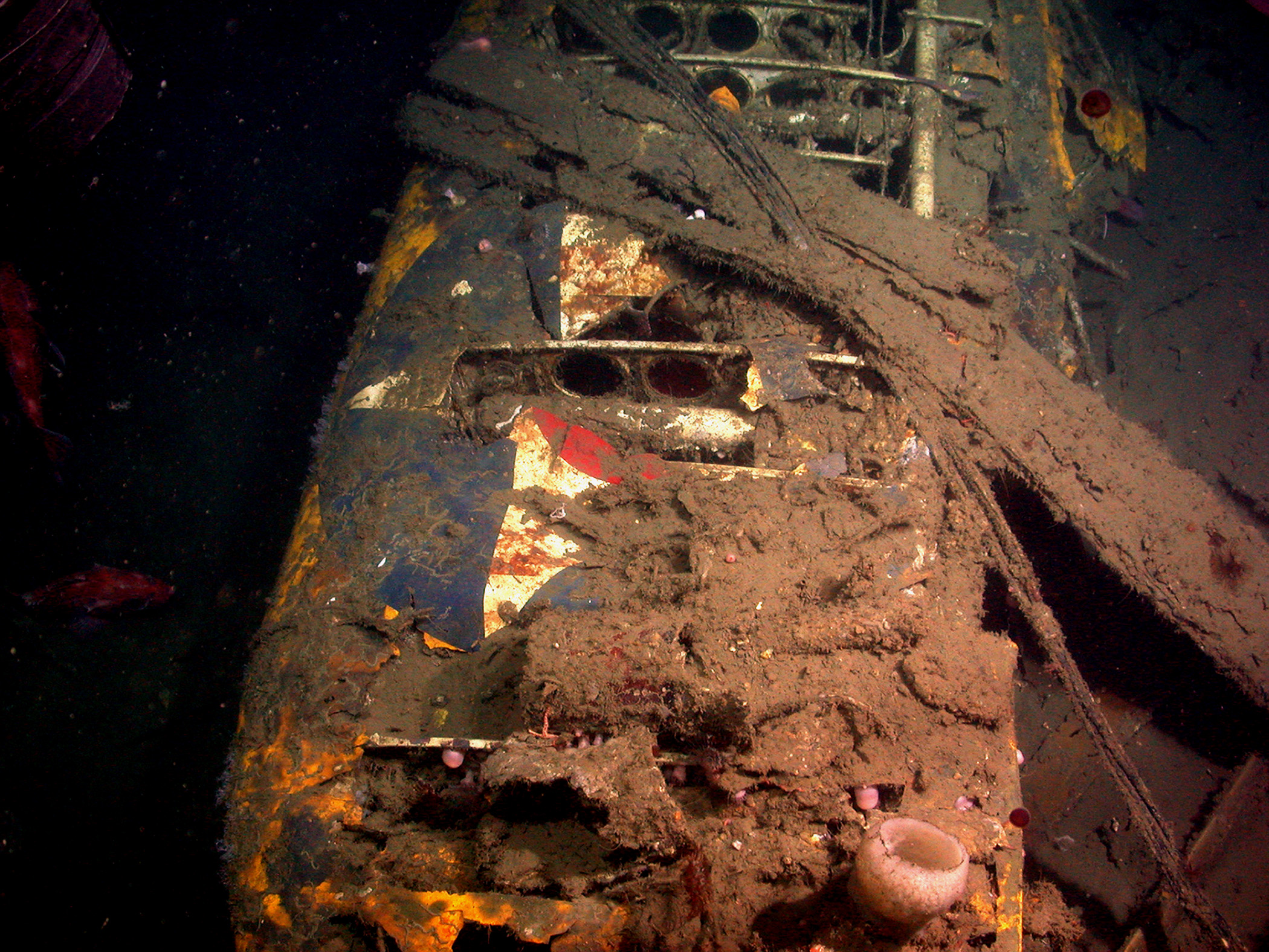
在梅肯號墜毀的飛機殘骸上，仍可依稀看到1941年前的美國國籍標誌。
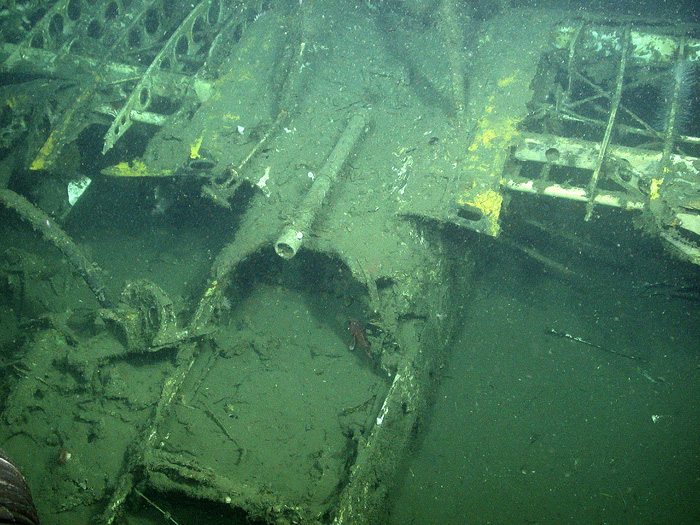
梅肯號殘骸中看到柯蒂斯雀鷹F9C-2駕駛艙。
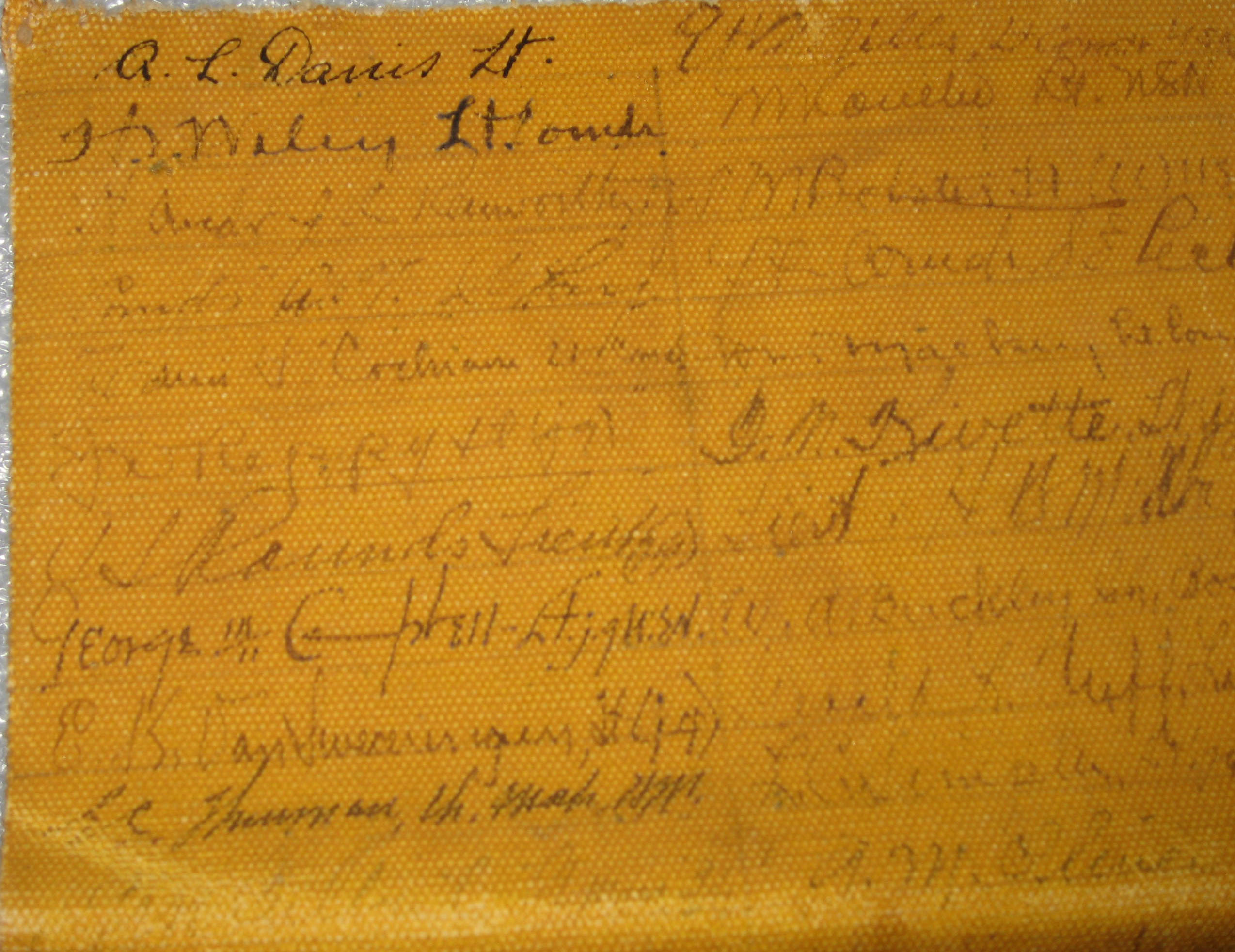
梅肯號救生艇碎片。
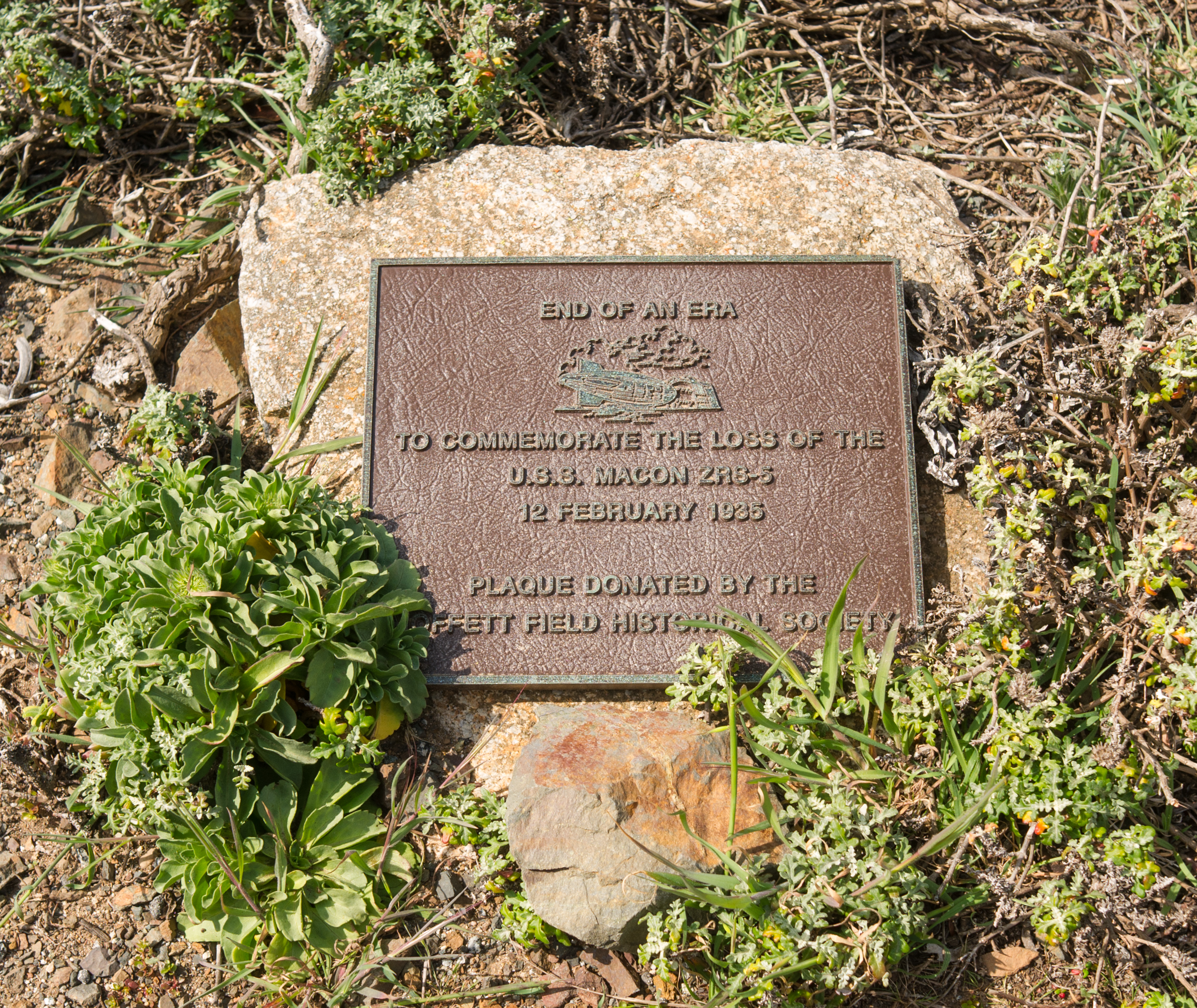
位於蘇爾角燈站的紀念牌匾。

蒙特利灣水族館研究所（MBARI）於1991年2月成功找到並勘測了梅肯號的殘骸區域，並且能夠恢復一些文物。該次探索包括聲納、視訊和靜態相機數據，以及一些部件的回收。
2005年5月，MBARI重訪了該地點，作為一年研究計畫的一部分，旨在識別海灣中的考古資源。並使用側掃聲納對該地點進行了勘測。

### 2006年探險
2006年9月進行了更全面的探險，包括使用遙控潛水器進行探索，並與MBARI、史丹佛大學和美国国家海洋和大气管理局辦公室的研究人員合作。探險期間的影片片段透過美國國家海洋暨大氣總署的OceansLive網路入口網站提供給公眾閱覽。
2006年的探險取得了成功，揭示了自上次訪問以來大約15年間發生的一些新變化和細節。並拍攝了高清晰度影片和超過10,000張新影像，這些影像被組裝成了殘骸的導航級相片馬賽克。

### 保護
梅肯號殘骸地點的位置仍然保密，已確認位於蒙特雷灣國家海洋保護區內。由於深度（1,500英尺或460米），潛水員無法到達該地點。
美國國家公園管理局對此表示：
當梅肯號於933年3月11日下水時，這艘剛性飛艇是美國海軍的「輕於空氣」（LTA）艦隊中最複雜的船隻。 船該的短暫職業生涯中，梅肯號展示了海軍LTA技術的最高水準。 艇長度達到785英尺，其規模在美國社區上空飛行時吸引了美國人的關注，許多廣告、文章和新聞片中對此都有記載。 肯號和姐妹艦阿克倫號在兩年內相繼損失的戲劇性事件導，致海軍剛性飛艇計畫的取消。 肯號的考古遺跡位於美國國家海洋暨大氣總署的蒙特雷灣國家海洋保護區，加州大瑟尔海岸。該地點還包含了梅肯號在內部機庫中攜帶的四架小型柯蒂斯F9C偵察機的遺骸。
該地點於2010年1月29日被列入美國國家歷史名勝登記處。這項列入情況被宣佈為美國國家公園管理局2010年2月12日每週名單中的特色項目。

## 流行文化
- 梅肯號的新聞被用於1933年上映的美國災難科幻電影《世界大洪水》。[38]

- 梅肯號出現在1934年華納兄弟電影《海軍來了（英语：Here Comes the Navy）》，該片由詹姆斯·卡格尼、派特·歐布萊恩（英语：Pat O'Brien (actor)）和葛羅莉·史都華主演。 在卡格尼飾演的角色在梅肯號服役之前，他在片中主要在亞利桑那號戰艦服役。[39]
- 梅肯號的墜毀在1937年電影《俠盜飛車》的開頭部分中有所描繪，喬治·布倫特（英语：George_Brent）飾演梅肯號的舵手。
- 梅肯號出現在馬克斯·麥考伊（英语：Max McCoy）1995年的小說《印第安納瓊斯與賢者之石（英语：Indiana Jones and the Philosopher's Stone）》中作為情節的重要元素，在該小說中，印第安纳·琼斯透過搭乘梅肯號進行跨大西洋飛行前往倫敦。[40]